# Чеські євреї
Чеські євреї, чеські жиди, або чеські юдеї (чеськ. české Židé, нім. Tschechische Juden) — єврейська діаспора в Чехії. Існує у Чеських землях, на теренах Богемії та Моравії з кінця ІХ ст. Перші місцеві євреї займалися работоргівлею і лихварством. Протягом ХІ — ХІІІ ст. виникли юдейські громади в Празі, Брно, Оломоуці тощо. У 1254 році отримали широкі права від богемського короля Отокара II, які залишалися чинними аж до 1848 року. Важливим центром юдейського життя була Старонова синагога — найстаріша уціліла синагога Європи, збудована за дозволом того ж короля в 1270 році.

## Перші громади (ІХ — ХІ ст.)

### Работоргівці

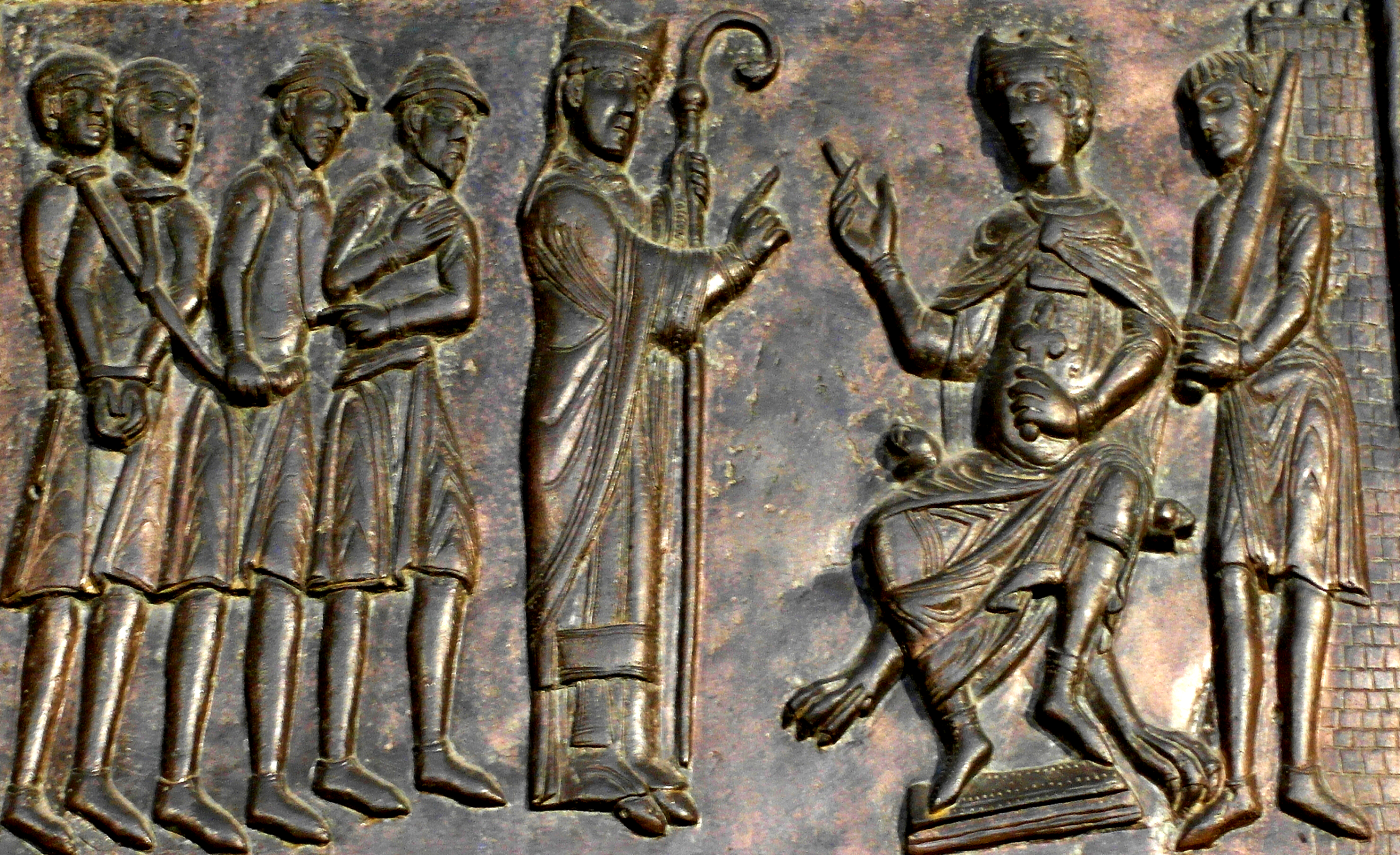
Святий Адальберт просить Болеслава ІІ звільнити рабів-християн від хазяїв-юдеїв (Гнезненські ворота).

Згідно з переказами чеських юдеїв з містечок Іваниці, Ємниці, Погоржелиці та Тршебичі перші єврейські громади на Чеських землях  (Богемії та Моравії) виникли у перших століттях нашої ери. У IX — X ст. через ці землі проходив один із маршрутів юдеїв-работоргівців раданітів. Зокрема, в Рафлштеттенському митно-навігаційному статуті 903—906 років, який регулював торговельні відносини між слов'янською Великою Моравією і франкськими державами династії Каролінгів, згадуються богемські купці-юдеї. 
У 960-х роках єврейський мандрівник Ібрагім ібн Якуб з Тортоси повідомляв про єврейських работоргівців у Празі. Про них також свідчить життєпис празького єпископа Адальберта, який намагався викуповувати рабів-християн, яких скупали юдеї.
У «Chronica Boemorum» Козьми Празького (ХІІ ст.) кілька разів згадується, що в Празі жили казково багаті євреї. Наймовірніше, це були лихварі, які надавали позики знаті. У тій же хроніці повідомляється, що 1067 року заможний єврей-вихрест Подіва побудував на півдні Моравії Подівінський замок, а 1091 року говориться про євреїв у Брно. У грамоті від 1066 року, яка очевидно була складена пізніше, фігурують купці-юдеї з Літомержице.

### Хрестовий похід
Великого удару по юдейських громадах в Чеських землях завдав так званий Селянський хрестовий похід 1096 року. Багато богемських юдеїв були насильно охрещені або вбиті силами хрестоносців-простолюдинів під проводом лицаря Фолькмара. 
| Оригінал |  | Переклад |
| --- |  | --- |
| Eodem anno tanta fuit commotio, immo divina compunctio in populo Hierosolimam proﬁciscendi, ut perpauci in Teutonicis partibus et maxime in orientali Francia perurbes et villas remanerent coloni. Qui quoniam propter multitudinem exercitus una via simul ire non poterant, quidam ex eis per hanc nostram terram dum transirent, permittente Deo irruerunt super Iudeos et eos invitos baptizabant, contradicentes vero trucidabant. Videns autem Cosmas episcopus contra statuta canonum haec ita fieri, zelo justitiae ductus frustra temptavit prohibere ne eos invitos baptizarent, qui non habuit qui eum adjuvarent |  | Того ж [1096] року почалося таке збудження, таке божественне натхнення в народі іти до Єрусалима, що в Тевтонських землях і особливо у Східній Франкії в містах і селах лишилося небагато мешканців. Оскільки [охочих] було так багато, що вони не могли іти усі разом однією дорогою, то деякі з них, проходячи через нашу країну, з призволення Божого, нападали на юдеїв і насильницьки хрестили й убивали тих, хто опирався. Єпископ Козьма, який вважав це противним канонічному праву, керуючись справедливістю, намагався протистояти їхньому насильницькому хрещенню, але марно, бо нікому було йому допомогти. |

Після відходу хрестоносців з Богемського королівства, юдеї повернулися до свої віри й почали покидати Богемію. У відповідь богемський король Вратислав ІІ наказав конфісковувати майно тих юдейських родин, які мали намір полишити країну. Як повідомляє «Chronica Boemorum», у них було забрано більше скарбів, ніж колись греки зібрали у Трої.
Незважаючи на еміграцію частини євреїв, празька юдейська громада продовжувала існувати.

## Високе середньовіччя (ХІІ — ХІІІ)

### Розквіт громад

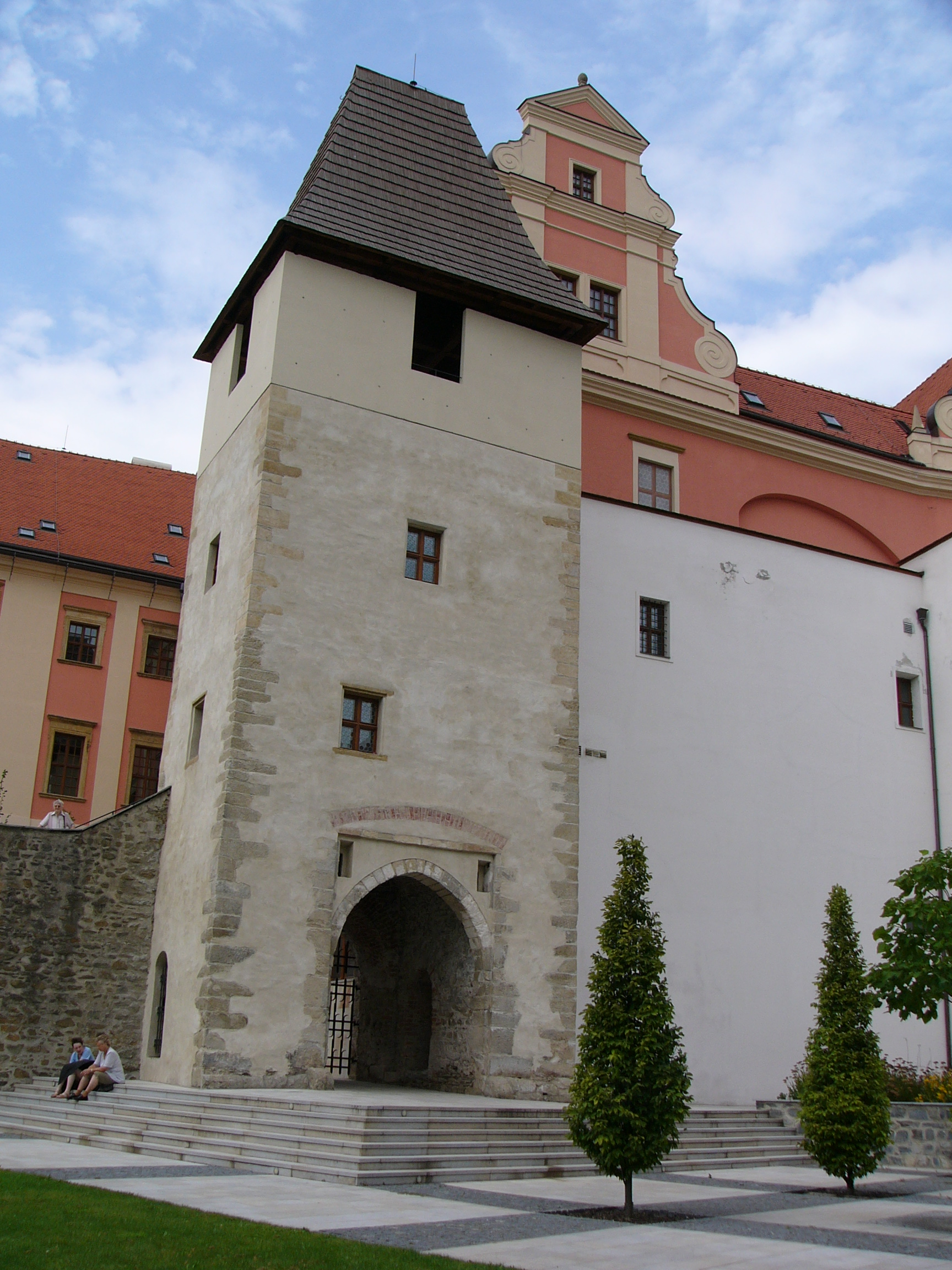
Жидівська брама Оломоуца (ХІІІ ст.)

У першій чверті ХІІ ст. в Празі була побудована синагога, де, за деякими повідомленнями, єврейські купці й фінансисти зберігали свої капітали. 
«Chronica Boemorum» зазначає, що богемський князь Владислав І (1109 — 1117, 1120-1125) заборонив християнам найматися на служіння до євреїв. 1124 року це ж джерело розповідає про повернення в іудаїзм Якова Апелли, який був охрещений хрестоносцями і вітдоді обійняв високу посаду при дворі богемських правителів.
У творі Іцхака Дорбело середини 1140-х рр., згадується єврейська громада міста Оломоуц. Пізніше другої половини ХІІ ст. такі громади виникли також у богемських містах Хеб та Літомержице. Записки Біньяміна з Тудели (1160-70) також згадують чеських євреїв.
У ХІІІ ст. чеські євреї були в надзвичайно сприятливому становищі. Вони перебували під заступництвом самого короля Богемії, сплачували невелике подушне — до 1222 року тільки 1 пфенінг на рік, і займалися головним чином кредитною справою та торгівлею харчами, насамперед м'ясом.
Під час монгольської навали до Богемії та Моравії в 1241 році євреї, як і інші мешканці регіону, постраждали від неї. Проте невдовзі життя усіх юдейських громад було відновленно, особливо завдяки напливу біженців-переселенців із сусідніх країн. Чеські землі стали одним із найбільших центрів розселення євреїв-ашкеназів.

### Політика Отокара ІІ і Венцеслава II

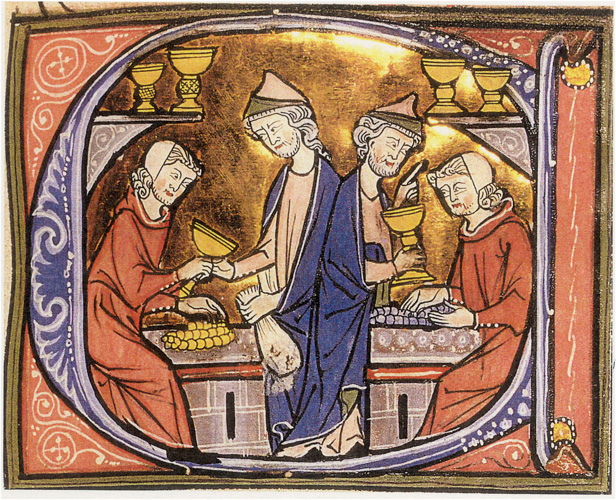
Лихварі-юдеї

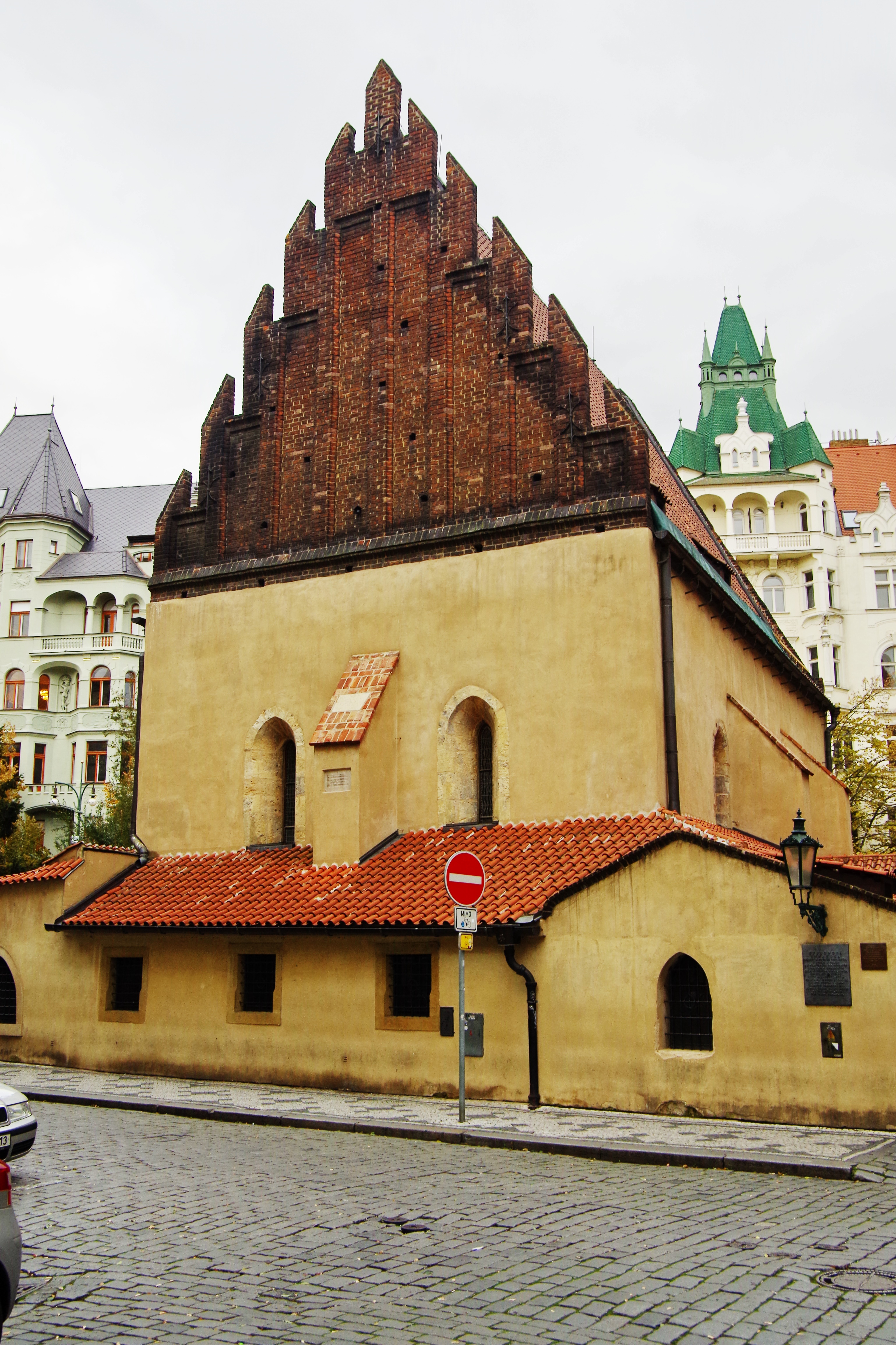
Старонова синагога (1270)

Особливою подією став привілей богемського короля Отокара II від 1254 року до юдеїв, який був виданий за зразком указу австрійського герцога Фрідріха II Бабенберзького 1244 року і юдейських статей угорського короля Бели IV 1251 року. Привілей надавав юдеям ряд прав, які інтегрували їх до станового суспільства Богемії. Зокрема, юдеї отримали свободу пересування і дозвіл на лихварювання, були зрівняні у правах з християнами у кримінальних справах; заборонялося зводити кривавий наклеп на юдеїв і оскверняти  юдейський цвинтар; суперечки між самими юдеями вирішував особисто король або уповноважений намісник тощо.
1268 року Отокар ІІ підтвердив цей привілей. Його основні принципи залишалися чинними на території Чеських земель до 1848 року.
Того ж 1254 року король Отокар ІІ поширив у Богемії буллу папи Інокентія IV, яка забороняла охрещувати євреїв насильно, грабувати їх, шкодити їм, змушувати безоплатно працювати і звинувачувати в ритуальних вбивствах. Між 1273 і 1278 роками король на рік звільнив євреїв Брно від оподаткування.
Через юдофілію короля Отокара ІІ оломоуцький єпископ Бруно  хилився в 1267 р. від участі у Віденському церковному соборі, де було прийнято кілька антиюдейський постанов; водночас 1273 року він звернувся до Папи зі скаргою на оломоуцьких юдеїв, які наймали годувальниць-християнок, брали у заставу церковне начиння і стягували за позиками непомірно високі відсотки.
Син Отокара ІІ, король Венцеслав II у 1283 і 1305 роках підтвердив батьківський привілей юдеям, а 1298 року заборонив прибувати до Богемії прихильникам лицаря Ріндфлейша, які винищили юдеїв у німецьких землях. За це юдейські громади сплатили до королівської скарбниці надзвичайно високий «внесок за заступництво».
Протягом ХІІ — ХІІІ ст. Богемія була важливим центром юдейської вченості. Тут жили тосафісти Іцхак бен Мордехай Регенсбузький  (Рібам), Яків ха-Лаван і його синн Іцхак (Лаван — від Лаби), Еліезер бен Іцхак, Моше бен Яків, талмудист Моше бен Хісдай, коментатор літургічних текстів Авраам бен Азріель, граматик Ікутієль бен Ієхуда ха-Кохен (більш відомий як Залман Накдан). У Богемії навчався Іцхак бен Моше з Відня, автор галахічної праці «Ор заруа» («Світло, що розсіюється»).
1270 року у Празі відкрилася Велика синагога, згодом названа Староновою, — найстаріша зі збережених у Європі.

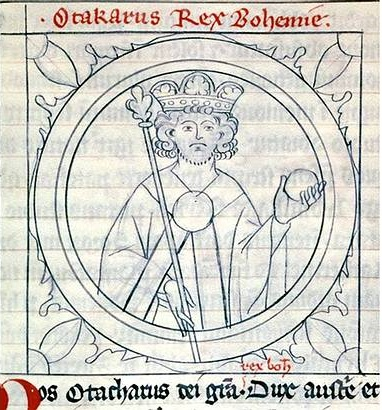
Отокар ІІ
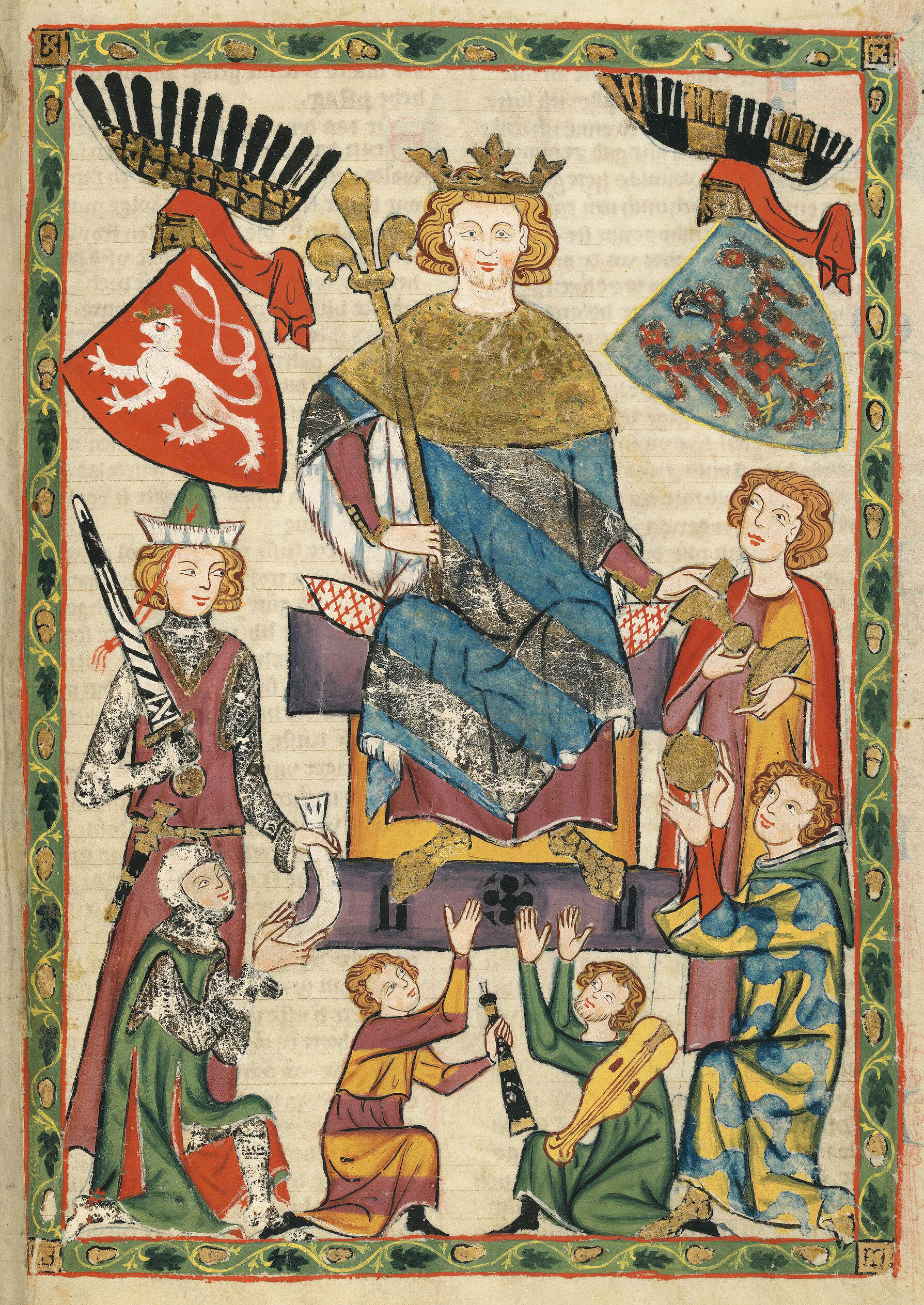
Венцеслав ІІ
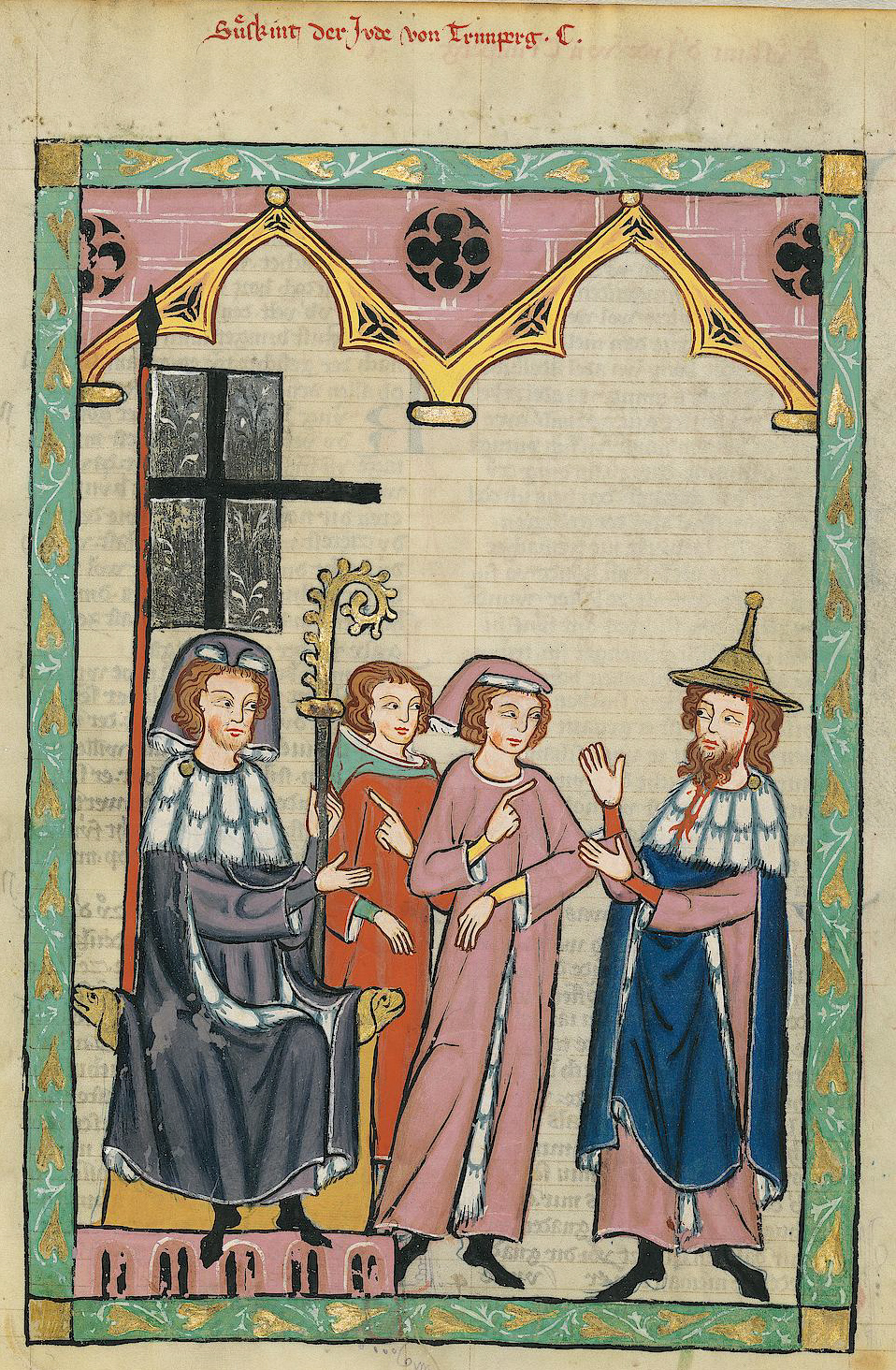
Єпископ, і рабин

### Монографії. Статті
- The Jews of Czechoslovakia: Historical Studies and Surveys: in 3 vol. Philadelphia: Jewish Publication Society of America, 1968, 1971, 1984.
- Mishin, Dimitrij. Ibrahim Ibn-Ya'qub At-Turtushi's Account of the Slavs from the Middle of the Tenth Century // Annual of medieval studies at Central European University Budapest. 1994/95, p. 184-199.
- Sedlar, Jean W. East Central Europe in the Middle Ages, 1000-1500. University of Washington Press, 2013.